# Oosternieland
Oosternieland (en groningois : Nijlaand) est un village de la commune néerlandaise de Het Hogeland, situé dans la province de Groningue. 

## Géographie
Le village est situé dans le nord-est de la commune, près de Zijldijk, le long de la route entre Groningue au sud et Eemshaven au nord.

## Histoire
Oosternieland fait partie de la commune d'Eemsmond avant le 1er janvier 2019, quand celle-ci est supprimée et fusionnée avec Bedum, De Marne et Winsum pour former la nouvelle commune de Het Hogeland.